# Ronald McDonald
Ronald McDonald es un personaje de ficción, mascota oficial de la cadena de restaurantes de comida rápida McDonald's. Fue creado en 1963 por Willard Scott representando a un payaso feliz y con poderes mágicos, vestido con los colores corporativos de la empresa. Desde entonces es utilizado por el grupo en los comerciales dirigidos al público infantil.
Es una de las mascotas más conocidas a nivel mundial. McDonald's cuenta en Estados Unidos con una plantilla de actores a tiempo completo que se disfrazan para diversos actos promocionales. A partir de la década de 1970 se generó un universo de personajes y merchandising que aumentó la popularidad del personaje a nivel mundial. Sin embargo, desde los años 2010 su presencia se ha reducido a causa de las críticas de diversas organizaciones de salud, pues consideran que promueve hábitos alimenticios poco saludables.
Desde 1974 la mascota da nombre a la organización sin ánimo de lucro de la empresa, la Fundación Casa Ronald McDonald.

## Historia
En 1963, con el objetivo de que las familias acudiesen a McDonald's, la franquicia de Washington D. C. se convirtió en el patrocinador oficial del programa «Bozo el payaso», interpretado por el presentador Willard Scott. La idea gustó a la empresa matriz y ese mismo año se diseñó una campaña publicitaria para televisión local con una mascota propia, inspirada en ese personaje. En un principio los publicistas quisieron bautizarle «Archie McDonald» por los arcos dorados del logotipo, pero finalmente se impuso el nombre actual: «Ronald McDonald, el payaso feliz de las hamburguesas».

El primer diseño era muy distinto al actual: la nariz del payaso era un vaso de plástico y en la cabeza llevaba una bandeja de comida. Scott está acreditado como el creador de Ronald y lo interpretó en el primer anuncio para televisión, emitido en octubre de 1963 solo en el distrito capital:
En esa época, Bozo era el personaje más popular entre los niños. Podías haber apostado por Pluto o Dumbo y habría tenido el mismo éxito. Pero yo estaba ahí, y yo era Bozo... Había algo en la combinación de las hamburguesas y Bozo que era irresistible para los niños. Por esta razón, cuando Bozo fue cancelado, la gente de McDonald's me pidió que creara un nuevo personaje para reemplazarlo.
Gracias a su buena aceptación entre los niños, en 1965 se aprobó un rediseño de Ronald McDonald para presentarlo a nivel nacional, dentro de la cabalgata del Día de Acción de Gracias en Nueva York. El nuevo payaso llevaba una peluca y nariz rojas, la cara pintada de blanco, una enorme sonrisa roja y un llamativo traje con los colores corporativos de McDonald's. En vez de contar con Scott, quien fue descartado por su peso, el responsable del cambio de imagen fue Michael Polakovs, un payaso profesional de origen letón. Se construyó además una personalidad propia y común para todos los restaurantes.  
Ronald McDonald se convirtió en la mascota oficial de McDonald's a partir de 1966. No solo fue la primera campaña publicitaria nacional de comida rápida en Estados Unidos, sino que además era la primera dirigida en exclusiva al público infantil. En la década de 1970 se diseñó el concepto «McDonaldland» con nuevos personajes que acompañaban a Ronald McDonald en las promociones. Los más populares eran el alcalde Mayor McCheese, el ladrón Hamburglar, el monstruo Grimace y el pájaro Birdie the Early Bird como primer diseño femenino.

## Actores
McDonald's contrata a un único actor para que interprete a Ronald McDonald en los anuncios de televisión. No obstante, la empresa cuenta también en Estados Unidos con una plantilla de actores que pueden interpretarlo en fiestas de cumpleaños, inauguraciones, actos promocionales y visitas en hospitales. Los aspirantes a payaso deben formarse en escuelas específicas y aprobadas por la compañía, pues en lo que respecta a nivel corporativo «sólo existe un Ronald McDonald».
La siguiente lista recoge los actores que han interpretado a Ronald McDonald a nivel global.
| - Willard Scott (1963-1966, costa este) - Bev Bergeron (1966-1968, costa oeste) - George Voorhis (1966-1968, costa oeste) - Ray Rayner (1968-1969) - Bob Brandon (1970-1975) |  | - King Moody (1975-1984) - Squire Fridell (1984-1991) - Jack Doepke (1990-1999) - David Hussey (2000-2014) - Brad Lennon (Desde 2014) |

## Impacto cultural
Ronald McDonald es uno de los personajes de ficción más conocidos a nivel mundial. Según el libro Fast Food Nation (2001), que recogía los datos de un sondeo realizado entre escolares estadounidenses, había sido reconocido por un 96% de los niños encuestados, cifra solo superada por Papá Noel. Al ser la imagen de McDonald's para el público infantil, desde la década de 1970 se han comercializado numerosos productos como juguetes de Happy Meal, cuentos, parques infantiles, muñecos e incluso una serie de dibujos animados, The Wacky Adventures of Ronald McDonald. En 1988, Data East publicó en el mercado japonés el videojuego Donald Land para Nintendo Entertainment System.
Muchos establecimientos de McDonald's cuentan con una figura de Ronald McDonald en la entrada de cada establecimiento, habitualmente sentada en un banco o de pie. En Tailandia recibe a los clientes con el saludo tradicional «wai», algo que más tarde ha sido copiado por la franquicia de la India con el saludo «námaste». Y en Japón, se llama Donald McDonald porque resulta más fácil de pronunciar.
Desde 1974, McDonald's gestiona una organización sin ánimo de lucro, la Fundación Infantil Ronald McDonald, que se dedica al mantenimiento de programas sociales por la salud de la infancia.

## Críticas
El hecho de que Ronald McDonald sea una figura amable ha ayudado a posicionar McDonald's como una de las cadenas de comida rápida favoritas entre la infancia. En su momento, esta campaña publicitaria estaba enfocada a que los niños convenciesen al resto de la familia a consumir en los restaurantes del grupo. Sin embargo, en el siglo XXI han aumentado las críticas a este modelo de negocio, por lo que la presencia publicitaria de Ronald McDonald se ha reducido. Según un control de audimetría de Ace Metrix en 2011, los anuncios que protagoniza ya no resultan efectivos para atraer a los padres de Estados Unidos.
Diversos movimientos sociales vinculados con la salud consideran que Ronald McDonald promueve de forma indirecta la obesidad infantil. En ese sentido, más de 500 organizaciones y médicos de Estados Unidos firmaron en 2011 una petición a McDonald's para que «jubilase» al personaje, e incluso algunos directivos de la empresa han planteado abiertamente su retirada. No obstante, el director ejecutivo Jim Skinner lo ha mantenido al asegurar que es un embajador del bien y referente de la Fundación Infantil. En abril de 2014, Ronald McDonald fue rediseñado para promocionar hábitos de vida saludables en las nuevas campañas.